# Thomas Kuc
Thomas Nicholas Kuc (São Paulo, 2002. október 10. –) brazil színész.

## Pályafutása
Kaliforniában nőtt fel. Egy nővére van, Alma. 
Eddigi leghíresebb szerepe Benjamin Flores Jr.-ral a Game Shakers című Nickelodeon sorozatban van, amiben Hudsont alakítja, a kissé butus, de vicces fiút. Nővére, Alma, tornászként tagja a Lengyel Nemzeti Olimpiai Csapatnak. Maga is tornázott, valamint szörfözött is.
Thomas több nyelven is beszél: lengyelül, angolul, spanyolul, portugálul, de még mandarinul is. Magassága: 163 cm. Beceneve: Tom.

## Szerepei
| Év        | Cím                              | Szerep | Megjegyzés               |
| --------- | -------------------------------- | ------ | ------------------------ |
| 2015-2019 | Game Shakers                     | Hudson | TV sorozat, 61 epizód    |
| 2017      | Veszélyes Henry                  | Hudson | TV sorozat, epizódszerep |
| 2016      | JoJo’s Juice                     | Thomas | TV sorozat, 1 epizód     |
| 2015      | Nickelodeon – Karácsonyi kelepce | Nigel  | TV film                  |
| 2015      | The Diabolical                   | Danny  |                          |